# 워터게이트 사건
워터게이트 사건(영어: Watergate scandal)은 1972년부터 1974년까지 2년 동안 미국에서 일어난 각종 일련의 사건들을 지칭하는데, 미국 닉슨 행정부가 베트남전 반대 의사를 표명했던 민주당을 저지하려는 과정에서 일어난 불법 침입과 도청 사건, 이를 부정하고 은폐하려는 미국 행정부의 조직적 움직임 등 권력 남용으로 말미암은 정치 스캔들이었다. 사건 이름은 당시 민주당 선거운동 지휘 본부(Democratic National Committee Headquaters)가 있었던 워싱턴 D. C.의 워터게이트 호텔에서 유래한다. 처음 닉슨과 백악관 측은 ‘침입 사건과 정권과는 관계가 없다’라는 태도를 고수했으나, 1974년 8월, "스모킹 건"이라 불리는 테이프가 공개됨에 따라 마지막까지 남아 있던 측근도 그를 떠나게 되었다. 닉슨은 탄핵안 가결이 확실시되자 1974년 8월 9일에 대통령직을 사퇴하였다. 이로써 그는 미 역사상 최초이자 유일한, 임기 중 사퇴한 대통령이 되었다.

## 사건 경과

### 도청 사건 적발

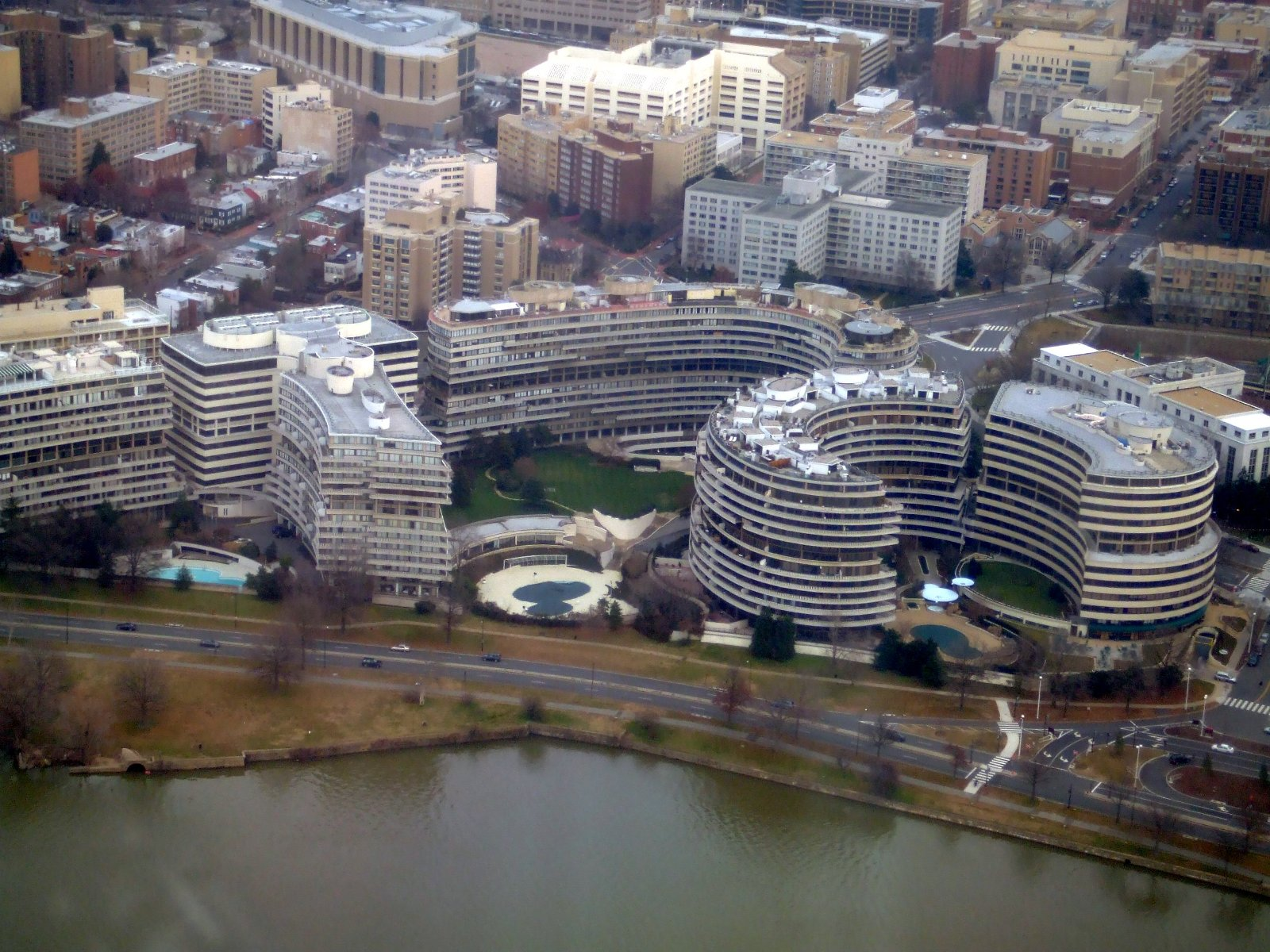
도청 사건이 발생한 워터게이트 빌딩.

1972년 6월 17일 워싱턴 DC 워터게이트 호텔에서 근무하던 경비원 프랭크 윌스(Frank Wills)는 건물 최하부 계단의 후미진 곳과 주차장 사이 문 위에 기묘한 테이프가 묶여 있는 것을 발견했다. 처음에 그는 문의 열쇠가 잠겨 있지 않았기 때문에 청소부가 작업 도중 테이프를 묶었을 것이라고 생각했지만, 곧이어 누군가 다른 사람이 테이프를 묶어 놓았다는 의심이 들자 워싱턴 시경에 불법 침입이 일어난 사실을 통보했다.
경찰은 도착 후 같은 호텔에 있던 미국 민주당 전국위원회본부 사무소에 불법 침입한 5명의 남자를 현행범으로 체포했다. 5명은 비질리오 곤살레스(Virgilio González), 버나드 바커(Bernard Barker), 제임스 W. 매코드(James W. McCord), 유지니오 마르티네스 주니어(Jr. Eugenio Martínez), 프랭크 스터지스(Frank Sturgis)이다. 이후 증거 사진에서 그들은 3주 전 같은 사무소에 침입한 적이 있고, 이번 침입은 정상적으로 작동하지 않던 도청기를 재설치하기 위한 것이었음이 판명되었다.
같은 사무소에 두 번이나 침입했던 것 또한 범인 측의 실수였지만, 더 치명적인 실수는 버나드 버커가 E. 하워드 헌트(E. Howard Hunt, Jr.)의 백악관 연락처를 기록해둔 수첩을 지닌 채로 경찰에 체포되었다는 것이다. 헌트는 예전에 닉슨 대통령 재선위원회(Committee to Re-elect the President, CREEP 혹은 CRP)에서 활동한 경력이 있었기에, 이 범행에 닉슨 대통령의 측근이 관련돼 있다는 것을 충분히 알 수 있었다. 이에 닉슨 대통령의 로널드 루이스 지글러(Ronald Louis "Ron" Ziegler) 보도담당관은 "3류 절도(third-rate burglary)에 불과하다."라고 주장하며 백악관과는 관계가 없다고 밝혔다.
심문 과정에서 매코드는 CIA의 옛 직원으로 대통령 재선위원회 경비주임이었다는 사실이 밝혀졌다. 워싱턴 연방지방 검사국 앨 J. 실버드 주임검사후보는 매코드와 CIA 간의 관계를 조사하기 시작하고, 그가 대통령 재선위원회에서 자금을 받았다는 것을 알아냈다. 그때 워싱턴 포스트 기자 밥 우드워드는 동료 칼 번스타인과 함께 독자적으로 조사를 시작해, 사건에 관련된 여러 가지 사실을 신문에 발표했다. FBI 및 다른 정부조사관들은 이미 알고 있던 내용이었지만 그 기사로 인해 워터게이트 사건이 세간의 주목을 끌게 되면서 닉슨 대통령과 그 측근을 궁지에 몰아넣는 결과를 낳았다. 또한 우드워드에게 비밀정보를 제공했던 딥 스로트(Deep Throat)로만 알려진 정체불명의 고위층 인물은 이 사건과는 별도로 또 하나의 미스터리였다. 훗날 당시 FBI 부국장이었던 마크 펠트가 2005년 5월 31일 자신이 ‘딥 스로트’임을 밝혔다.

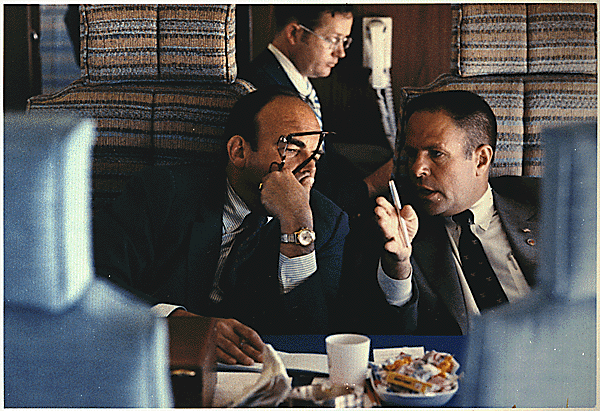
사임을 한 닉슨의 측근들 - 에릭만과 홀더먼

### 닉슨 측의 워터게이트 사건 은폐 시도
닉슨 대통령과 H. R. 홀더먼 대통령수석보좌관은 7월 23일 FBI의 워터게이트 사건 수사를 저지하고자 CIA 이용을 논의하였으며, 그 상황은 테이프에 녹음되었다(녹음테이프는 후에 특별검찰관에게 제출을 요구받았다). 논의 후 닉슨은 국가안보가 위험하다며 CIA에 FBI 조사를 방해하라고 지시했다.
워터게이트 사건 수사를 방해하려는 닉슨 측 정치공작은 조지 고든 배틀 리디(George Gordon Battle Liddy) 및 E. 하워드 헌트를 중심으로 닉슨 대통령 재선위원회 직원이 주도하였다. 그들은 이전 닉슨정권에서 선관공(plumber unit)이란 애칭인 특별조사팀에서 움직였다. 이들은 정보누설을 조사해 민주당원과 반전운동활동가에게 각종 공작을 실행했다. 가장 유명한 게 베트남 전쟁의 실체를 폭로한 펜타곤 페이퍼를 유출한 대니얼 엘스버그가 다니던 정신과의 루이스 J. 필디그의 사무소 침입공작이었다. 이 공작에서 헌트와 리디는 어디에도 모습이 보이지 않았다. 하지만 후에 침입은 닉슨 대통령과 그 측근에 관계가 있음이 드러나, 엘스버그 기소는 정부의 부정행위 때문에 기각되었다.
존 N. 미첼(John Newton Mitchell) 법무장관, H. R. 홀더먼 수석보좌관, 찰스 콜슨(Charles Colson) 특별보좌관(Chief Counsel) 및 존 대니얼 얼리크먼(John Daniel Ehrlichman) 내정담당보좌관, 닉슨 대통령 및 백악관 고위 참모들이 사건 계획 시점에서 어느 정도 관여했느냐가 논쟁의 주제였는데, 찰스 콜슨은 자서전 《새로 나기》(Born Again)에서 변호사출신의 닉슨파 고위관리들이 그들이 누리던 엄청난 특권옹호와 그들이 매우 존경하는 닉슨을 보호하기 위해 훌륭한 법률 지식을 이용하여 은폐 계획을 꾸몄다고 한다. 하지만 18일 만인 1973년 4월 8일 이들의 음모는 들통난다. 미셜 대통령 재선위원회 책임자는 제프 스튜어트 마그다 선거운동본부장 및 프레더릭 C. 랄과 함께 헌트와 리디의 침입을 포함한 스파이 활동 계획을 승인했으나, 이를 그들의 상부에서 지시했었는가는 명확하지 않다. 마그다는 예를 들어 다수의 다른 보고서를 제공했다.

### 상원 워터게이트 특별위원회

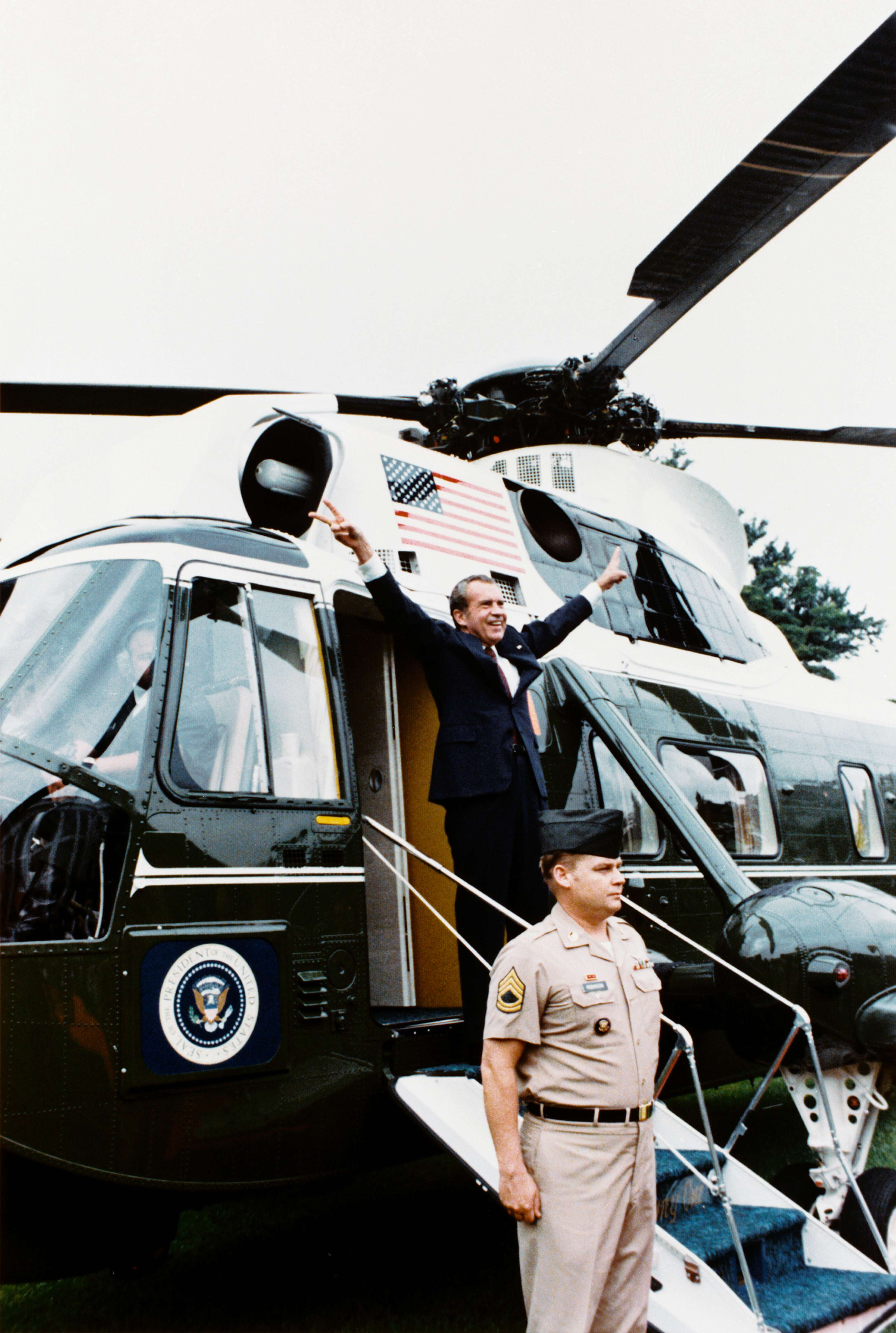
백악관을 떠나 헬리콥터에 타면서 작별하는 닉슨 대통령

1973년 1월 8일 리디와 헌트를 포함한 침입범에 대한 재판이 이루어졌으나, 매코드와 리디 이외의 전원이 유죄를 인정했다. 재판에서는 피고전원에 대해 범죄 공동모의, 가택침입 및 도청에 대한 유죄 판결이 내려졌으나, 피고가 증언을 하지 않고 유죄를 인정했으니 보석금을 지불해도 되냐는 사실을 밝혀 왔다. 이에 대해 존 J. 시리카 연방재판소판사는 크게 화를 내고, 피고에 대해 30년형을 언도하는 동시에 그룹이 사건조사에 협력적이란 판결을 재고할 것도 이야기했다. 이 판사의 발언에 응하여 매코드가 스스로 대통령 재선위원회와의 관계가 위증을 인정했기 때문에 이 침입범에 대해 재판은 가택침입의 재판만 유죄선고로 끝나고, 다른 사건에 대한 조사로 발전하게 되었다. 샘 J. 어빈 주니어 상원의원은 상원 워터게이트 특별위원회를 설립해 백악관 직원을 소환하기 시작했다.
4월 30일 닉슨은 그의 가장 유력한 보좌관 홀더먼 및 얼리크먼의 사직을 강요했다. 거기에 닉슨 자신에 대한 불리한 증인이 될 수 있는 백악관 법률고문 존 딘(John Wesley Dean III)을 경질하고, 새로운 법무장관으로 엘리엇 L. 리처드슨(Elliot Lee Richardson)을 임명했다. 그에게는 특별검사를 지명하는 권한이 주어졌다. 5월 18일 닉슨은 아치볼드 콕스(Archibald Cox, Jr.)를 특별검사로 지명했다. TV에 방송된 심문은 전날 미국상원에서 시작했다. 상원 워터게이트 특별위원회의 공청회는 여름을 통해 방송되었고, 이것은 닉슨에게 치명적인 정치적 타격이었다. 특별위원회는 거기에 7월 13일에 중대한 사실을 발견했다. 위원회에서 알렉산더 P. 베터필드 대통령 부보좌관은 백악관이 대통령집무실의 모든 대화를 자동녹음하고 있다고 폭로하였다. 이것은 닉슨과 딘 법률고문의 면담을 녹음한 테이프가 존재한다는 의미였다. 콕스 특별검사와 상원조사위원회 양측 모두 테이프제출을 요구하는 소환장을 발부했다.
닉슨은 대통령 특권으로 이를 거부하고, 리처드슨 법무장관을 통해서 콕스 특별검사에게 소환장 취소를 명령했다. 콕스의 거부로 인해 1973년 10월 20일 토요일 밤의 학살이라 불리는 사건으로 발전했다. 닉슨은 콕스 특별검사 해임을 리처드슨 법무장관에게 요구했으나, 그는 이것을 거부하고 자진사임했다. 뒤이어 윌리엄 D 란케르즈하우스 법무차관도 명령을 거부하고 사임하였다.결국 로버트 H. 보크 법무차관보가 임시 법무장관대리로 콕스 특별검사를 해임했다. 1973년 11월 17일 플로리다주 올랜드에서 닉슨은 400명의 기자 앞에서 자신의 행위에 대해 변명했다. "나는 사기꾼이 아닙니다. (I am not a crook.)"라는 유명한 말도 이때 나왔다.
닉슨은 계속해서 테이프 공개를 거부하면서, 백악관이 편집한 기록을 제출하기로 합의하여 공표했다. 그 속에는 다수의 비속어 삭제가 몇 군데 있었다. 이것으로 닉슨에 대한 보수적인 국민들의 지지가 크게 약해졌다. 테이프의 대부분은 존 딘 법률고문의 증언과 일치하였으나, 1개의 테이프에 18분 30초가 삭제된 부분이 발견되어 의혹이 일어났다. 백악관은 이것을 닉슨의 비서 로즈 메리 힌스의 책임이라고 했다. 그녀가 전화를 받는 시기에 녹음기의 페달을 눌러 우연히 테이프가 삭제되었다는 것이다. 그러나 언론보도에 의해 전화를 받으며 페달을 밟는 것은 사실상 불가능하다는 것이 알려졌다. 그녀의 손발이 부자연스러울 정도로 길어야 가능하다는 것이다. 또한 백악관에 의한 자의적인 테이프 편집은 증거물 훼손으로, 이는 범죄행위로 기소대상이 된다고 판명됐다. 테이프 제출 문제는 대법원에까지 가서 다투게 되었는데, 1974년 7월 24일 테이프에 대해 닉슨의 대통령 특권을 무효화하는 동시에 특별검사 레온 자보로스키에게 테이프를 넘겨줄 것을 명령하는 판결이 만장일치로 결정되었다. 이 명령에 따라 닉슨은 7월 30일 문제의 테이프를 넘겨주게 되었다.

## 탄핵조정
1974년 3월 1일 대통령의 옛 측근 7명(홀더먼, 아리크만, 미셸, 찰스 콜슨, 고든 C. 스토먼, 로버트 C. 마디언 및 케네스 W. 베킨슨)이 워터게이트 사건의 조사 방해를 했다는 혐의로 기소되었다. 대배심은 거기에 비밀로 닉슨을 기소하지 않은 공모자로써 지명하였다. 디안, 마그더 및 다른 인물은 이것으로 유죄를 인정하였다. 닉슨의 지위는 계속 불안정한 가운데, 하원은 대통령의 탄핵이 가능한 형식상 조사를 시작했다. 하원사법위원회는 1974년 7월 27일에 27표 대 11표로써 대통령에 대한 제1차 탄핵(사법방해)을 권고하는 것으로 가결되어 거기에 그 후 7월 29일에는 제2차 탄핵(권력의 남용)을 또 7월 30일에는 제3차 탄핵(의회에 대한 모욕)까지도 가결되게 되었다. 침입이 있은 지 약 며칠 후 기록된 테이프는 1972년 6월 23일에 공개되었다. 그러나 1974년 7월 30일 대법원 판결에 따라 넘겨준 백악관 집무실 녹음 테이프는 닉슨의 사퇴로 공개되지 않았다. 그 속에는 닉슨과 홀더먼은 국가안전보장에 대한 문제를 날조하는 것으로 조사를 저지할 계획을 세운 것이 드러난다. 테이프는 '결정적 증거(스모킹 건(Smoking gun))'라 불렸다. 닉슨에 대한 상원의 지지는 하원과 마찬가지로 약했다.

## 대통령 사퇴

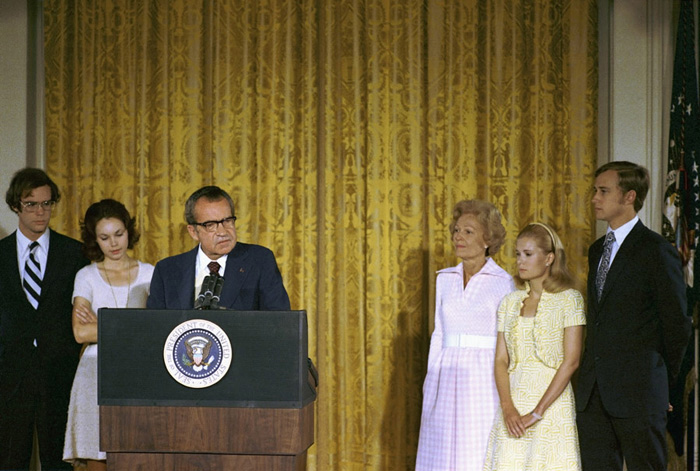
사임 연설을 하는 닉슨 대통령

유죄판결 받기에 충분한 표의 존재를 중요한 공화당 상원의원에서 전달받자, 닉슨은 스스로 사퇴를 결정했다. 1974년 8월 8일 밤 국민을 향한 TV연설에서 닉슨은 8월 9일 정오에 사퇴하겠다고 발표했다. 즉, 그때 닉슨은 탄핵 당한 유일한 대통령으로 소개되었으나 탄핵결의가 나오기 전에 사퇴했기 때문에 닉슨은 현실에서는 탄핵 당하지 않아서 유죄판결을 받지 않았다. 닉슨 사임 후 부통령인 제럴드 R. 포드가 대통령으로 승격되어 9월 8일 "닉슨 대통령이 지시한 가능성이 있는 범죄에 대해선 무조건 대통령 특별사면(놀리 프로시콰이)을 재판 이전에 하겠다"라는 성명을 발표했다. 이것으로 인해 닉슨은 이후 모든 조사와 재판을 피할 수 있었으나, 사면을 받았다는 것은 죄를 인정한다는 의미를 가지는 것이다. 찰스 콜슨은 그 후 에르즈바크 사건에 관한 고발로 유죄가 인정되어 은폐에 대한 고발은 취하되었다. 스트론에 대한 고발은 취하되었다. 3월에 기소된 7명 중에서 남은 5명은 1974년 10월에 공판이 진행되었다. 1975년 1월 1일 파킨슨 이외 모두는 유죄를 피했다. 1976년 상소재판소가 마디안 때문에 새로운 재판을 명령했다. 또한 그들에 대한 고발은 모두 취하하였다. 홀더먼, 얼리크먼 및 미셸은 1977년에 변명을 끝냈다. 얼리크먼은 1976년에 다른 2명은 1977년에 형무소에 들어갔다.
그러나 그중에서 워터게이트 사건의 영향은 닉슨의 사퇴와 보좌관들 중 몇 명이 형무소에 수감되는 것으로 끝나지 않았다. 간접적으로 워터게이트 사건은 선거운동의 자금조달의 광범위한 변화에 맞추어 새로운 법률의 원인이라 할 수 있다. 또한 그것은 중요한 정부고관의 새로운 자산공개요구 법률과 그와 맞먹는 정보의 자유법가결의 주요인이 되었다. 이것은 법률상 요구받지 않으나 한편 최근의 소득세형식의 공개에 대해 다른 타입의 개인정보개시는 기대할 수 없었다. 닉슨은 1972년 선거에서 우세했으나, 상대 후보 조지 마크가벤과 토론하는 것은 거절했다. 이후 토론을 회피하는 자는 주요 대통령 후보는 되지 못하였다. 프랭클린 루스벨트 이후 대통령은 회화의 대부분을 기록하였다. 그러나 워터게이트 사건 후 이런 기록을 하는 일은 사실상 존재하지 않게 되었다.
워터게이트 사건은 매스미디어가 정치가의 활동에 대해 보고하는 것이 정력적으로 활동하는 새로운 시대를 맞이하게 되었다. 예를 들어 유력한 하원세입위원장 윌버 밀스가 닉슨 사퇴후 몇 개월 후 음주운전 사고를 일으켰을 때 미디어는 예전이라면 이것과 비슷한 일에 대해선 언급하지도 않았으나, 사건은 보도되어 밀스는 곧 사퇴할 수밖에 없었다. 더해서 리포터가 중요한 정치가의 개인 행위를 밝히는 것에도 예전에 비해 정력적으로 활동하게 되어, 민감한 정치적 문제에 대해서도 보고하게 되었다. 우드워드 및 번스타인을 목표로 하는 리포터의 새로운 세대는 조사보도와 정치가와 연관된 활동에 관련된 공표도 하면서 증가한 금융정보에 대해서 새로운 스캔들을 찾아내 보도하게 된다.

## 대한민국의 경우
워터게이트 사건에서 미국 하원 법사위는 사법방해죄, 권력남용죄, 의회모욕죄로 탄핵소추를 가결하였는데, 현재 대한민국에서는 공무집행방해죄, 직권남용죄, 의회모욕죄가 존재한다. 조문이 약간 다르다. 호주의 경우 의회모욕죄는 징역 25년형의 중범죄인데 비해, 한국의 의회모욕죄는 징역 3년형이다.

## 같이 보기
- 딥 스로트
- 불법감청
- 인터넷 검열
- 탄핵
- 박근혜-최순실 게이트

## 참고 자료
- 찰스 콜슨. 《백악관에서 감옥까지(Born Again)》. 홍성사.: 워터게이트 사건 관련자인 찰스 콜슨의 자서전